# Francisco I de Liechtenstein
Francisco I de Liechtenstein (nascido Franz de Paula Maria Karl August, Castelo de Liechtenstein, 28 de agosto de 1853 — Feldsberg, 25 de julho de 1938) foi o príncipe soberano de Liechtenstein de 1929 até a sua morte. Ele era o último filho do príncipe Aloísio II de Liechtenstein e de sua esposa, a condessa Franziska Kinsky de Wchinitz e Tettau. Francisco sucedeu seu irmão mais velho, João II, como príncipe soberano em 1929.

## Biografia
Francisco I serviu como embaixador do Império Austríaco na corte do imperador Nicolau II da Rússia, em São Petersburgo, de 1894 até 1899. Como príncipe de Liechtenstein, ele deu continuidade às reformas econômicas iniciadas por seu irmão.
Assim como o irmão, Francisco I não deixou filhos. Seu sobrinho, o príncipe Aloísio, foi nomeado seu herdeiro aparente, mas Aloísio removeu-se por vontade própria da linha de sucessão em favor de seu filho, o futuro Francisco José II.
No dia 22 de julho de 1929, Francisco I desposou a vienense, Elisabeth von Gutmann.
Em março de 1938, Francisco I nomeou Francisco José como regente do país. Apesar de ele ter citado sua idade como razão para o afastamento, acredita-se que ele não queria estar no trono caso a Alemanha Nazista invadisse seu pequeno principado.
Francisco I morreu em julho daquele ano e foi formalmente sucedido por Francisco José.